# Kerstin Cook
Kerstin Cook (Kriens, 15 aprile 1989) è una modella svizzera, eletta Miss Svizzera 2010..

## Biografia
Kerstin Cook è stata eletta Miss Svizzera 2010 a Zurigo, dove ha battuto le altre undici concorrenti ottenendo anche la fascia di Miss Photogenic
Successivamente ha rappresentato la Svizzera a Miss Universo 2011 che si è tenuto a São Paulo, in Brasile il 12 settembre 2011.